# (100483) NAOJ
(100483) NAOJ est un astéroïde de la ceinture principale.

## Description
(100483) NAOJ est un astéroïde de la ceinture principale. Il fut découvert le 30 octobre 1996 à Mitaka par Isao Satō, Hideo Fukushima et Naotaka Yamamoto. Il présente une orbite caractérisée par un demi-grand axe de 2,70 UA, une excentricité de 0,21 et une inclinaison de 4,2° par rapport à l'écliptique.

## Compléments